# Hollywood Sign

Hollywood Sign in 2015.

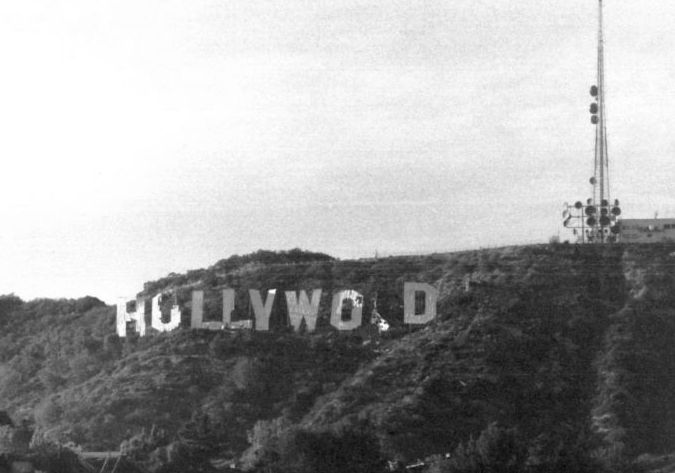
Hollywood Sign in vervallen toestand, vlak voor de restauratie in 1978.

Hollywood Sign is een karakteristiek punt in Hollywood, Los Angeles, bestaande uit grote witte letters die de naam van het gebied spellen. Deze letters zijn 13,7 meter hoog en werden in 1923 geplaatst. 

## Geschiedenis
Oorspronkelijk waren ze bedoeld om reclame te maken voor land dat te koop was en stond er ook Hollywoodland. Jarenlang werden de letters, die oorspronkelijk maar voor anderhalf jaar geplaatst waren, niet onderhouden. In 1932 pleegde de actrice Peg Entwistle zelfmoord door van de letter "H" te springen.
In 1949 heeft de Kamer van Koophandel van Hollywood het onderhoud van de letters overgenomen. In dat jaar deed de kamer het voorstel om de letters op te knappen en de laatste vier (LAND) te laten vervallen. Oorspronkelijk waren de letters ook verlicht. In 1978 werden de letters wederom op kosten van de Kamer van Koophandel gerepareerd, waarbij donateurs gezamenlijk een bedrag van 250.000 dollar bijeenbrachten om kapotte letters te vervangen. De nieuwe versie werd op 14 november 1978 live gepresenteerd tijdens het 75-jarig bestaan van Hollywood tijdens een uitzending waar 60 miljoen mensen naar keken. In november 2005 werden de letters wederom opgeknapt.
In 2010 werden de letters bedreigd door een vastgoedproject, waardoor deze niet meer duidelijk zichtbaar zouden zijn. De vastgoedmakelaar wilde het project verkopen voor 12,5 miljoen dollar (9,4 miljoen euro). Enkele bekende Hollywood-sterren zoals Steven Spielberg en Tom Hanks deden een duit in het zakje. Playboy-oprichter Hugh Hefner had er zelfs 900.000 dollar (680.000 euro) voor over. Ook de staat Californië betaalde meer dan drie miljoen dollar mee. Dankzij de geldinzamelingsactie zijn de letters gered.

## Populaire cultuur
In 2001 werd een roman van Leon de Winter met als boektitel De hemel van Hollywood verfilmd met als Engelstalige titel The Hollywood Sign. De Winter schreef ook het scenario van de film, die werd geregisseerd door Sönke Wortmann.
Op een heuvel aan de rand van het Canadese dorp Dildo staat een op het Hollywood Sign geïnspireerd bord met de opmerkelijke dorpsnaam in gelijkaardige witte letters.